# Флаг Твери
Флаг муниципального образования городской округ город Тверь Тверской области Российской Федерации является символом его общественно-исторического и административного статуса.
Флаг утверждён 25 мая 1999 года и внесён в Государственный геральдический регистр Российской Федерации с присвоением регистрационного номера 755.

## Описание
«Флаг города Твери представляет собой прямоугольное жёлто-красно-жёлтое полотнище с горизонтальным расположением цветных полос. Отношение ширины (размер по горизонтали) полотнища к длине (размер по вертикали) — 2:3 (два к трём). В центре красной полосы располагается одноцветный контурный рисунок герба города Твери без гербового щита. Обратная сторона флага является зеркальным отображением его лицевой стороны».
Геральдическое описание герба гласит: «В червлёном (красном) поле на золотом стуле, покрытом зелёной, с золотыми кистями, подушкой — золотая корона о пяти видимых листовидных зубцах».
Допускается использование флага в виде вымпела. Флаг, используемый в виде вымпела, должен иметь отношение ширины к длине — 2:3 (два к трём). Полотнище флага-вымпела завершается двумя косицами. Длина косиц входит в длину полотнища по вертикали. Отношение длины косиц к длине полотнища — 1:3 (один к трём).

## Символика
В основу флага Твери положен исторический герб Твери, Высочайше утверждённого императрицей Екатериной II 10 (21) октября 1780 года и внесённому в Полное собрание законов Российской империи: «В красном поле на зелёной подушке золотая корона».